# Андреа Саккі
Андреа Сакко (італ. Andrea Sacchi, 30 листопада 1599, Неттуно, поблизу Риму — 21 червня 1661, там само) — італійський художник.

## Біографія і творчість
Народився в родині художника, вчився у Франческо Альбані. В 1621 приїхав до Риму, де і працював усе життя. Йому допомагав кардинал Антоніо Барберіні. В молодості працював на П'єтро да Кортона (1627–1629), згодом змагався з ним. В публічних дебатах про надмірностях в живописі, які велися в гільдії Святого Луки і в яких Саккі дорікав П'єтро да Кортона, на сторону Саккі встали його друзі та однодумці Алессандро Альґарді і Ніколя Пуссен. Там самим Саккі став одним з майстрів, що позначили класичну лінію у розвитку європейського живопису.

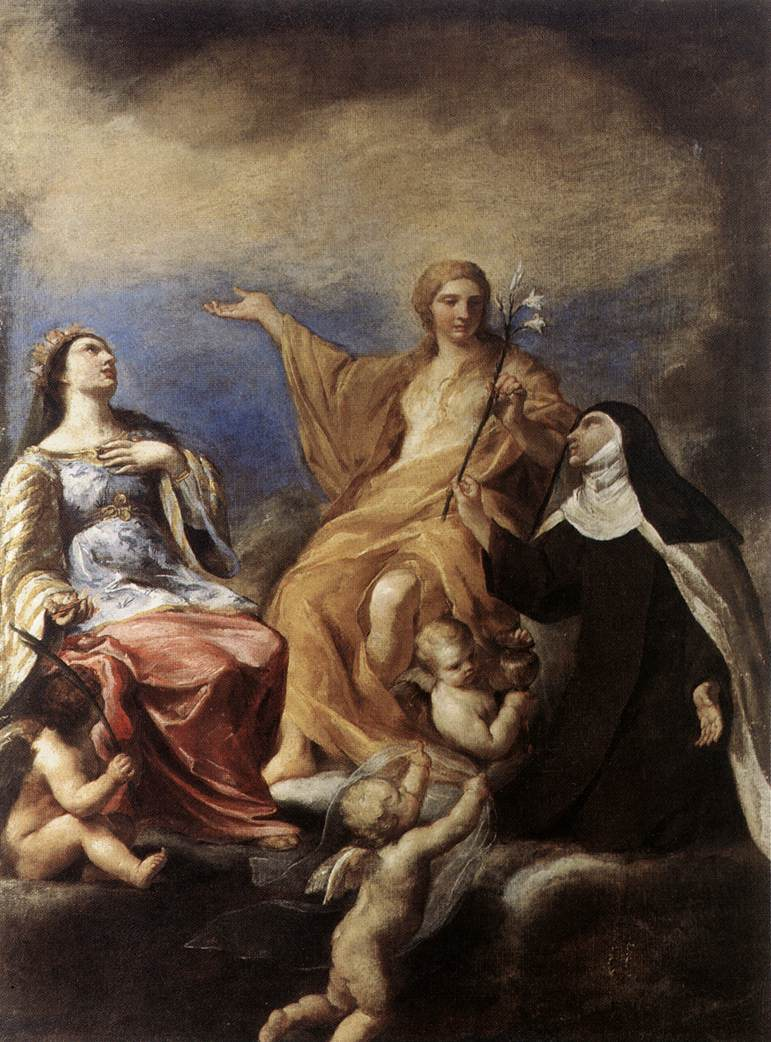
Андреа Саккі Про три Магдалини, 1634, палаццо Барберіні, Рим

## Твори
- Чудо Святого Григорія Великого (1625–1657)
- Святий Ромуальд, що розповідає про своє бачення (1631)
- Божественна премудрість (1629–1633)